# Elvira Dyangani Ose
Elvira Dyangani Ose (née en 1974) est conservatrice d'art. Sa famille est originaire de Guinée équatoriale et Dyangani Ose est née et a grandi en Espagne. Elle est la directrice de la galerie The Showroom, Londres.

## Éducation
Dyangani Ose obtient son baccalauréat ès arts en histoire de l'art de l'Universitat Autònoma de Barcelona (Université autonome de Barcelone).
Pendant qu'elle étudiait à Barcelone, son professeur l'encourage à exposer ; dans les années 1990, elle commence à créer des expositions éphémères avec ses camarades de classe. Ces expositions présentaient de jeunes artistes urbains travaillant hors du courant dominant.
Elle reçoit ensuite sa maîtrise en études avancées en théorie et histoire de l'architecture de l'Universitat Politècnica de Catalunya (Université polytechnique de Catalogne) à Barcelone et une maîtrise ès arts en histoire de l'art et études visuelles de l'université Cornell. Dyangani Ose obtient également son doctorat D. en histoire de l'art et études visuelles de l'Université Cornell.
En 2011, elle rejoint le Tate Museum, où elle travaille en étroite collaboration avec le Comité des acquisitions africaines et développe les collections du musée relatives à la diaspora africaine. Cette position a été soutenue par la Guaranty Trust Bank of Nigeria.
Le 10 février 2017, Elvira Dyangani Ose est nommée conservateur principal chez Creative Time. Elle est nommée directrice de la galerie The Showroom, Londres, en 2018.

## Conférences et publications
Ose a donné des conférences sur l'art africain moderne et contemporain. Elle a été publiée dans Nka et Atlántica.